# جرجس اسماعیل
جرجس اسماعیل (انگلیسی: Gorgis Ismail) بازیکن فوتبال اهل عراق بود.
وی همچنین در تیم ملی فوتبال عراق بازی کرده‌است.